# Ordulf de Saxonia
Ordulf, numit uneori Otto (n.c. 1022 – 28 martie 1072), membru al dinastiei Billungilor, a fost duce al Saxoniei din 1059 până la moarte.

## Domnia
Ordulf a succedat tatălui său, Bernard al II-lea de Saxonia. De-a lungul întreagii sale domnii a purtat numeroase războaie împotriva venzilor. Aliatul său a fost Danemarca. 
Ordulf s-a căsătorit în 1042 cu Wulfhilda de Norvegia (d. 24 mai 1071), fiica regelui Olaf al II-lea al Norvegiei (Sfântul Olaf). Fiul lor, Magnus i-a succedat lui Ordulf ca duce.
A doua sa soție a fost Gertruda de Haldensleben, fiica contelui Conrad. Aceasta a fost închisă în Mainz în 1076 și a murit în 21 februarie 1116. Fiul lor Bernard a murit ca urmare a unui accident ecvestru la Lüneburg pe data de 15 iulie, anul rămânând necunoscut.
Ordulf este înmormântat în Biserica Sfântului Mihail din Lüneburg.